# 뒤마법
분석화학에서의 뒤마법(Dumas method)은 1826년 장바티스트 뒤마에 의해 설계된 실험 방법으로 화학 물질이 포함하는 질소의 양을 측정하는 정량적 측정법이다.
뒤마법은 자동화된 기기가 부여되어 음식 샘플의 조잡한 단백질 농도를 신속하게 측정할 수 있다. 이 자동 뒤마법은 식품의 단백질 함량의 영양 라벨링을 위한 표준 분석 방법으로 키엘달법을 대체했다(화재 위험으로 인해 키엘달법이 여전히 선호되는 고지방 함량 식품은 제외).

## 방법
이 방법은 산소가 있는 상태에서 800~900°C의 고온 범위에서 샘플을 연소시키는 것으로 구성된다. 이로 인해 이산화 탄소, 물, 질소가 방출된다. 그 다음 가스는 이산화탄소와 물을 흡수하는 특수 컬럼(예: 수산화 칼륨 수용액)을 통과한다. 그 후, 말단에 열 전도성 검출기를 함유하는 컬럼을 사용하여 잔류 이산화탄소 및 물로부터 질소를 분리하고 잔류 질소 함량을 측정한다. 먼저 기기는 순수한 질소의 농도를 가진 물질을 분석하여 교정해야 한다. 미지의 샘플에 대한 열전도 검출기로부터 측정된 신호는 질소 함량으로 변환 될 수 있다. 키엘달법에서와 같이, 샘플에서 질소 농도의 조질 단백질 함량으로의 전환은 측정 된 단백질의 특정 아미노산 서열에 의존하는 전환 인자를 사용하여 수행된다. 

## 장점과 한계
뒤마법은 사용하기 쉽고 완전히 자동화 할 수 있다는 장점이 있다. 키엘달법보다 상당히 빠른 방법으로 개발되었다. 키엘달법의 경우, 실험 시간이 1시간 이상에 비해 뒤마법은 수 분만이 걸린다. 또한 독성 화학 물질이나 촉매를 사용하지 않는다. 새로운 기술 개발로 인해 이러한 단점이 줄어들지 만 초기 비용이 높다는 단점이 있다. 또한 키엘달법과 마찬가지로 비 단백질 질소를 인식하므로 진정한 단백질을 측정하지 않으며 아미노산 서열이 다르기 때문에 단백질마다 다른 보정 계수가 필요하다. 

## 참고
- 연소 분석 : 뒤마법과 유사한 접근 방식이지만 탄소, 수소, 질소도 포함하는 실험 방법이다.
- 키엘달법 : 또 다른 질소 분석법이다.
- 바이신코닉 산 분석 : 단백질 질소에 대한 비색 분석